# Харитонов, Фёдор Петрович
Фёдор Петрович Харитонов (1907, Рязанская губерния — 1991, Москва) — сотрудник советских спецслужб, начальник 4-го Управления КГБ при СМ СССР и член Коллегии КГБ, генерал-лейтенант (1945).

## Биография
Родился в русской семье крестьянина-середняка. В 1919 закончил 4 класса сельской школы в селе Пехлец Княжовской волости Ряжского уезда (ныне Ряжский район Рязанской области), с мая 1919 работал в хозяйстве отца, в апреле 1924—апреле 1926 заведовал избой-читальней в родной деревне, с мая 1926 работал гасильщиком бандеролей фабрики «Работник» в Пехлеце, в марте 1928—сентябре 1929 — председатель колхоза «Свобода» в дер. Фролово.
В РККФ с 1929, служил в частях ПВО Морских Сил Балтийского Моря в Кронштадте: краснофлотец 41-го зенап (октябрь 1929 — март 1931), политрук бригады ПВО (апрель 1931—декабрь 1933), одновременно в 1932 окончил рабфак в Кронштадте.
С 1933 года служил в органах внутренних дел и госбезопасности. В декабре 1933—сентябре 1935 работал в ОО ОГПУ Морских Сил Балтийского моря, одновременно в 1934 окончил 2-годичный комвуз при ПУР Морских Сил, с октября 1935 — в ЦШ ОГПУ — НКВД, с 1 сентября 1937 работал в секретно-политическом отделе — оперуполномоченный 9-го отделения 4-го отдела ГУГБ (затем 4-й отдел 1-го Управления и 2-й отдел ГУГБ) НКВД СССР, в 1939 — марте 1940 — заместитель начальника 4-го отделения 2-го отдела ГУГБ НКВД СССР.
Последовательно занимал следующие должности:
- Заместитель наркома внутренних дел Казахской ССР (март 1940 — 26 февраля 1941 г.)
- Нарком внутренних дел Казахской ССР (26 февраля — 31 июля 1941 г.)
- Заместитель наркома внутренних дел Казахской ССР (6 августа 1941 — 7 мая 1943 г.)
- Нарком внутренних дел Туркменской ССР (7 мая 1943 — 21 октября 1946 г.; в 1946 г. окончил Всесоюзный юридический заочный институт без защиты диплома)
- Начальник Специального главного управления МВД СССР «Главспеццветмет» (21 октября 1946 — март 1953 г.)
- Начальник Главного управления золото-платиновой промышленности Министерства металлургической промышленности СССР (апрель — июль 1953 г.)
- Начальник 4-го Управления МВД СССР (16 июля 1953 — 17 марта 1954 г.), член Коллегии МВД СССР (15 июля 1953 — 13 марта 1954 г.)
- Начальник 4-го Управления КГБ при СМ СССР (17 марта 1954 — 23 февраля 1957 г.), член Коллегии КГБ при СМ СССР (13 марта 1954 — 16 февраля 1957 г.)
- Старший советник КГБ при МОБ Китая (23 февраля — май 1957 г.)
- Старший советник КГБ при МГБ Румынии (май 1957 — январь 1960 г.)

С мая 1960 — на пенсии. Проживал в Москве. Скончался в 1991 году.

## Звания
- сержант ГБ (20 июня 1936 г.)
- лейтенант ГБ (4 апреля 1939 г.)
- майор ГБ (22 октября 1940 г., произведён, минуя звания старшего лейтенанта и капитана ГБ)
- полковник ГБ (14 февраля 1943 г.)
- комиссар ГБ (15 января 1944 г.)
- комиссар ГБ 3-го ранга (2 июля 1945 г.)
- генерал-лейтенант (9 июля 1945 г.)

## Награды
- 2 ордена Ленина (26 апреля 1940 г., 5 ноября 1954 г.)
- Орден Красного Знамени (30 января 1951 г.)
- 2 ордена Красной Звезды (20 сентября 1943 г., 3 ноября 1944 г.)
- Нагрудный знак «Заслуженный работник НКВД» (4 февраля 1942 г.)
- Нагрудный знак «Почетный сотрудник госбезопасности» (23 декабря 1957 г.)
- Медали